# Epicephala zalosticha
Epicephala zalosticha är en fjärilsart som beskrevs av Turner 1940. Epicephala zalosticha ingår i släktet Epicephala och familjen styltmalar. Inga underarter finns listade i Catalogue of Life.